# Nectria diversispora
Nectria diversispora är en svampart som beskrevs av Petch 1906. Nectria diversispora ingår i släktet Nectria och familjen Nectriaceae.   Inga underarter finns listade i Catalogue of Life.